# Эриберто Юлсе (стадион)
Эриберто Юлсе (порт. Estádio Heriberto Hülse) — футбольный стадион, расположенный в городе Крисиума (штат Санта-Катарина, Бразилия). Он принадлежит местному футбольному клубу «Крисиума». Стадион вмещает 19 225 человек и был построен в 1955 году. Арена носит имя Эриберто Юлсе, губернатора Санта-Катарины в период с 1958 по 1960 год, который профинансировал установку на стадионе прожекторного освещения.

## История
Первый матч на стадионе был проведён 18 октября 1955 года: команда «Имбитуба» обыграла «Комерсиарио» (современная «Крисиума») со счётом 1:0. Первый гол на стадионе забил игрок «Имбитубы» Валдо.
Вероятно самый важный матч, сыгранный на стадионе, состоялся в 1991 году. «Крисиума», которую тогда тренировал Луис Фелипе Сколари, выиграла тогда Кубок Бразилии, завершив вничью ответный поединок против «Гремио» (0:0, первый матч закончился 1:1 на поле соперника). После этого триумфа совет директоров «Крисиумы» решил увеличить максимальную вместимость стадиона с 15 000 до 25 000 человек. Это было сделано, поскольку клуб получил право играть в Кубке Либертадорес в следующем году, и для того, чтобы иметь возможность проводить домашние матчи на стадионе «Эриберто Юлсе», необходимо было увеличить максимальную вместимость стадиона.
20 мая 1995 года был установлен рекорд посещаемости стадиона. Игру «Крисиумы» с «Сан-Паулу», проходившую в рамках Кубка Либертадорес, посетило 32 534 человека. Матч закончился со счётом 1:1.